# ماتیاس آسپر
ماتیاس آسپر (انگلیسی: Mattias Asper؛ زادهٔ ۲۰ مارس ۱۹۷۴) بازیکن فوتبال اهل سوئد است که در پست دروازه‌بان بازی می‌کند.
وی همچنین در تیم ملی فوتبال سوئد بازی کرده‌است.